# Tsugiharu Ogiwara
Tsugiharu Ogiwara (荻原次晴?, Ogiwara Tsugiharu; Kusatsu, 20 dicembre 1969) è un ex combinatista nordico giapponese.
È fratello gemello di Kenji, a sua volta combinatista nordico di alto livello.

## Biografia
In Coppa del Mondo esordì il 19 marzo 1994 a Thunder Bay (12°) e ottenne il primo podio il 14 gennaio 1995 a Liberec (2°).
In carriera prese parte a un'edizione dei Giochi olimpici invernali, Nagano 1998 (6° nell'individuale, 5° nella gara a squadre), e a due dei Campionati mondiali, vincendo una medaglia.

## Palmarès

### Mondiali
- 1 medaglia:
  - 1 oro (gara a squadre a Thunder Bay 1995)

### Coppa del Mondo
- Miglior piazzamento in classifica generale: 4º nel 1995
- 2 podi (entrambi individuali):
  - 2 secondi posti